# Saison 2013 des Tigers de Détroit
La saison 2013 des Tigers de Détroit est la 113e saison en Ligue majeure de baseball pour cette franchise.
Pour la première fois de la longue histoire de la franchise, les Tigers remportent un 3e championnat de division consécutif. Avec 93 victoires, 5 de plus que l'année précécente, contre 69 défaites, ils coiffent les Indians de Cleveland au premier rang de la division Centrale de la Ligue américaine. Participant aux séries éliminatoires pour un 3e automne de suite, ils sont incapables de défendre leur titre de champions de l'Américaine : minés par des blessures, ils s'inclinent face aux Red Sox de Boston en Série de championnat alors qu'ils sont à deux victoires d'un retour en Série mondiale.
Miguel Cabrera est nommé joueur par excellence de la Ligue américaine pour la 2e année de suite et remporte son 3e championnat des frappeurs en 3 ans. Son coéquipier Max Scherzer remporte le trophée Cy Young du meilleur lanceur de la ligue. Le personnel de lanceurs des Tigers, avec en tête les partants Scherzer, Aníbal Sánchez, Justin Verlander, Doug Fister et Rick Porcello, établit un nouveau record du baseball majeur avec 1 428 retraits sur des prises en une année.
Peu après l'élimination du club contre Boston, le gérant Jim Leyland annonce sa retraite.

## Contexte
Donnés favoris pour gagner le championnat de la division Centrale de la Ligue américaine, la saison 2012 des Tigers s'avère plus laborieuse que prévu, le club laissant les White Sox de Chicago en première place pendant la majorité de l'année. Ils s'emparent toutefois de la position de tête le 26 septembre pour décrocher un second titre de section en deux ans, une première pour la franchise depuis les saisons 1934-1935. Détroit gagne 88 matchs en saison régulière contre 74 défaites, soit 7 gains de moins qu'en 2011. Le joueur de troisième but de l'équipe, Miguel Cabrera, devient le premier joueur en 45 ans à gagner la triple couronne des frappeurs et est élu joueur par excellence de la Ligue américaine en 2012.
Pour la première fois depuis 2006, les Tigers remportent le championnat de la Ligue américaine. Ils battent 3 victoires à 2 les Athletics d'Oakland en Série de divisions avant de se moquer des Yankees de New York en Série de championnat. Victorieux des Yankees dans le minimum de quatre parties, les Tigers subissent cependant le même sort en Série mondiale 2012 et perdent quatre parties de suite contre les Giants de San Francisco. Détroit n'a toujours pas gagné la Série mondiale depuis 1984.

## Intersaison
Comptant déjà sur l'as Justin Verlander, Max Scherzer et Doug Fister, les Tigers s'assurent de garder dans leur rotation de lanceurs partants, qui apparaît comme l'une des plus solides du baseball majeur, le lanceur droitier Aníbal Sánchez. Celui-ci, acquis en 2012 des Marlins de Miami, accepte un contrat de 5 saisons pour 80 millions de dollars avec Détroit. Verlander signe le 29 mars 2013, une prolongation de contrat de 180 millions de dollars US pour cinq saisons, qui le lie au club jusqu'en 2019 avec une option pour la saison 2020 et en fait le lanceur le mieux payé de l'histoire.
Le vétéran voltigeur Torii Hunter, qui vient de connaître une très bonne saison avec les Angels de Los Angeles, rejoint les Tigers le 16 novembre 2012 via un contrat de deux ans.
le voltigeur Delmon Young, le joueur par excellence de la Série de championnat d'octobre 2012, devient agent libre et signe chez les Phillies de Philadelphie. Les Tigers laissent filer le stoppeur José Valverde, chancelant dans les séries éliminatoires précédentes, et ne lui offrent pas de nouveau contrat. Après 9 saisons à Détroit, le joueur d'utilité Ryan Raburn ne revient pas avec le club.
L'ancien receveur des Royals de Kansas City, Brayan Peña, est engagé le 10 décembre 2012 pour agir comme substitut à Alex Avila. Les Tigers réintègrent dans leurs rangs en 2013 leur frappeur désigné, Víctor Martínez, blessé durant toute la saison 2012.

## Calendrier pré-saison
L'entraînement de printemps des Tigers se déroule du 22 février au 30 mars 2013.

## Saison régulière
La saison régulière des Tigers se déroule du 1er avril au 29 septembre 2013 et prévoit 162 parties. Elle débute par une visite aux Twins du Minnesota tandis que la saison locale commence le 5 avril avec le passage à Détroit des Yankees de New York.

### Juin
- 1er juin : La vedette des Tigers Miguel Cabrera devient le premier joueur de l'histoire des majeures à amorcer un mois de juin avec au moins 15 circuits et 60 points produits et une moyenne au bâton d'au moins ,340[13].
- 2 juin : Miguel Cabrera est élu meilleur joueur du mois de mai 2013 dans la Ligue américaine de baseball[13].
- 22 juin : Max Scherzer établit un record de franchise en remportant ses 11 premières décisions de la saison 2013, battant la marque de 10 de George Mullin en 1909. Il est le premier lanceur des majeures à amorcer une saison avec une fiche de 11-0 depuis Roger Clemens pour les Blue Jays de Toronto de 1997[14].

### Juillet
- 13 juillet : Contre les Rangers du Texas, Max Scherzer subit sa première défaite de la saison 2013 après 13 victoires de suite[15]. Il est le premier lanceur victorieux dans ses 13 premières décisions de l'année depuis Roger Clemens avec Boston en 1986[16].
- 16 juillet : Max Scherzer est le lanceur partant de l'équipe de la Ligue américaine au match des étoiles 2013 disputé au Citi Field de New York[17].
- 29 juillet : Les Tigers font l'acquisition du releveur droitier José Veras des Astros de Houston en retour d'un joueur des ligues mineures[18].

### Septembre
- 4 septembre : Miguel Cabrera est nommé joueur par excellence du mois d'août dans la Ligue américaine. Il reçoit l'honneur de joueur du mois pour la seconde fois de l'année et la 4e fois de sa carrière[19].
- 28 septembre : Le personnel de lanceurs des Tigers bat le record de Modèle:Formatnumber:1404 retraits sur des prises au total en une saison, marque qui était détenue par les lanceurs des Cubs de Chicago depuis la saison 2003. C'est Aníbal Sánchez qui abat le record en retirant Chris Coghlan des Marlins de Miami[1] et les lanceurs des Tigers complètent l'année quelques jours plus tard avec un total de 1 428 retraits sur des prises[2].

### Classement
| Ligue américaine (Division Centrale) | V  | D  | %    | Diff. | Diff. (séries) |
| ------------------------------------ | -- | -- | ---- | ----- | -------------- |
| Tigers de Détroit                    | 93 | 69 | ,574 | -     | -              |
| Indians de Cleveland                 | 92 | 70 | ,568 | 1     | +½             |
| Royals de Kansas City                | 86 | 76 | ,531 | 7     | 5½             |
| Twins du Minnesota                   | 66 | 96 | ,407 | 27    | 25½            |
| White Sox de Chicago                 | 63 | 99 | ,389 | 30    | 28½            |

## Affiliations en ligues mineures
| Niveau            | Équipe                  | Ligue                    |
| ----------------- | ----------------------- | ------------------------ |
| AAA               | Toledo Mud Hens         | Ligue internationale     |
| AA                | Erie SeaWolves          | Eastern League           |
| A-Advanced        | Lakeland Flying Tigers  | Florida State League     |
| A                 | West Michigan Whitecaps | Midwest League           |
| A (saison courte) | Connecticut Tigers      | New York-Penn League     |
| Ligue des recrues | GCL Tigers              | Gulf Coast League        |
| Ligue des recrues | DSL Tigers              | Dominican Summer League  |
| Ligue des recrues | VSL Tigers              | Venezuelan Summer League |